# Parga (Fresia)
Parga es una localidad rural de Chile ubicada en la Región de Los Lagos, al norte de Puerto Montt y a 12 km de Fresia. Es bañada por los ríos Llico y Parga. Su principal fuente de trabajo son las actividades agrícolas y ganaderas

## Historia
La historia de este pueblo se remonta a 1900, cuando las familias Rodríguez, Müller y Gebaüer se establecieron por estos lados. Fueron ellos quienes a fuerza de trabajo e iniciativa comenzaron a construir este pueblo, que ya en los años 1930 poseía una estación de ferrocarriles —perteneciente al ramal Corte Alto-Los Muermos— que lo comunicaba con la ciudad de Fresia y —desde 1940— con Los Muermos. 
Las primeras actividades productivas de esta localidad se basaban en la agricultura, ganadería, producción de harina y elaboración de maderas aserradas y durmientes. A finales de la década del 20 ya unas diez casas poseían electricidad, la cual era obtenida por una turbina instalada en el río Parga. 
Pero la vida para los parguinos continuaba. En 1933 se fundó la iglesia católica San Sebastián, siendo su primer sacerdote el padre Nicanor García. En la década de 1940 comenzó a funcionar la primera oficina de correos, ubicada en la casa de la familia Müller, siendo el primer funcionario postal Enrique Segundo Müller Winkler («Don Haine») durante aproximadamente 40 años. Posteriormente esta oficina fue trasladada a una pequeña pieza construida en la plaza del pueblo.
En 1941 comenzó a funcionar el primer retén de carabineros siendo el primer jefe de esta unidad policial el cabo Pedro Moraga. También durante esta década se fundó el Club Deportivo Parga. La educación de los parguinos es impartida en forma particular en las dependencias de Estación de Ferrocarriles del Estado (EFE) hasta el 2 de julio de 1951, que por el decreto de educación N.º 3602, se crea la Escuela Mixta N.º 38 Estación Parga, a cargo del profesor Arístides Díaz Toledo. Esta escuela comenzó a funcionar con una matrícula de 90 alumnos en un curso combinado de primero a cuarto básico.
En 1966 comenzó a funcionar la posta de salud. 
En la década de 1970 se construyó el primer templo de la iglesia evangélica pentecostal (previamente realizaban sus cultos en casas de fieles) y se fundó el Club Deportivo Barrabases (16 de marzo de 1970).

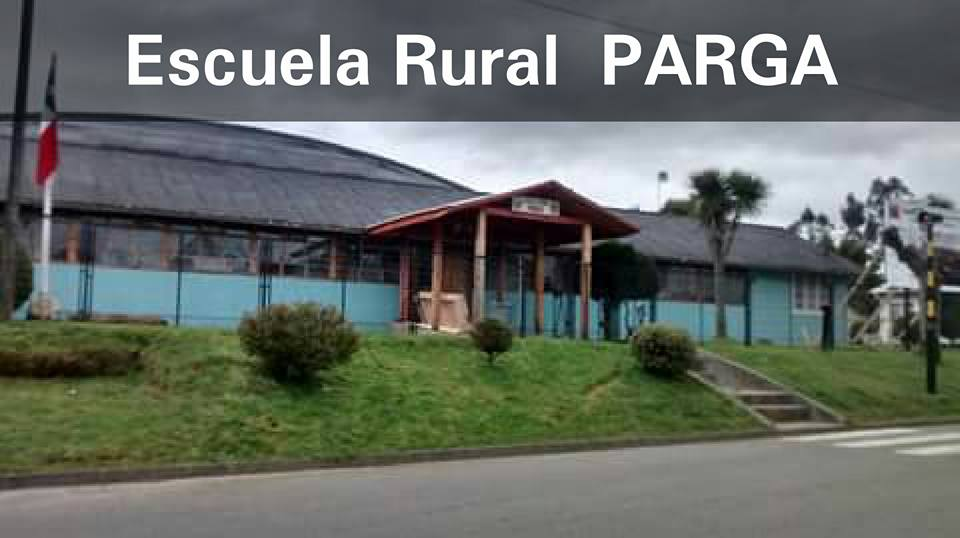
ESCUELA RURAL PARGA

El 29 de agosto de 1989 se creó una brigada contra incendios, dirigida por el cabo 1.º de Carabineros Víctor Soto Soto. Dos años después paso a llamarse Quinta Compañía de Bomberos San Sebastián-Parga (dependiente del Cuerpo de Bomberos de Fresia), asumiendo como director Jorge Haegger Brintrup, capitán Víctor Oyarzo Paredes, secretario Juan Pradines Barría, tesorero Néstor Oyarzo Gutiérrez y aproximadamente unos 30 voluntarios.
En la actualidad Parga tiene alrededor de 800 habitantes, junta de vecinos, centro de madres, jardín infantil, enseñanza básica completa, agua potable, alcantarillado, estadio de fútbol, multi-cancha techada.

## Atractivos turísticos
En los alrededores de Parga se encuentran tres saltos de agua, que si se hicieran conocidos serían un gran atractivo turístico, además de la gran cantidad de ríos que rodean a este pueblo.

## Fiestas
La Fiesta religiosa de San Sebastián se realiza anualmente el 20 de enero desde la creación de la iglesia.

Vistas de perspectiva
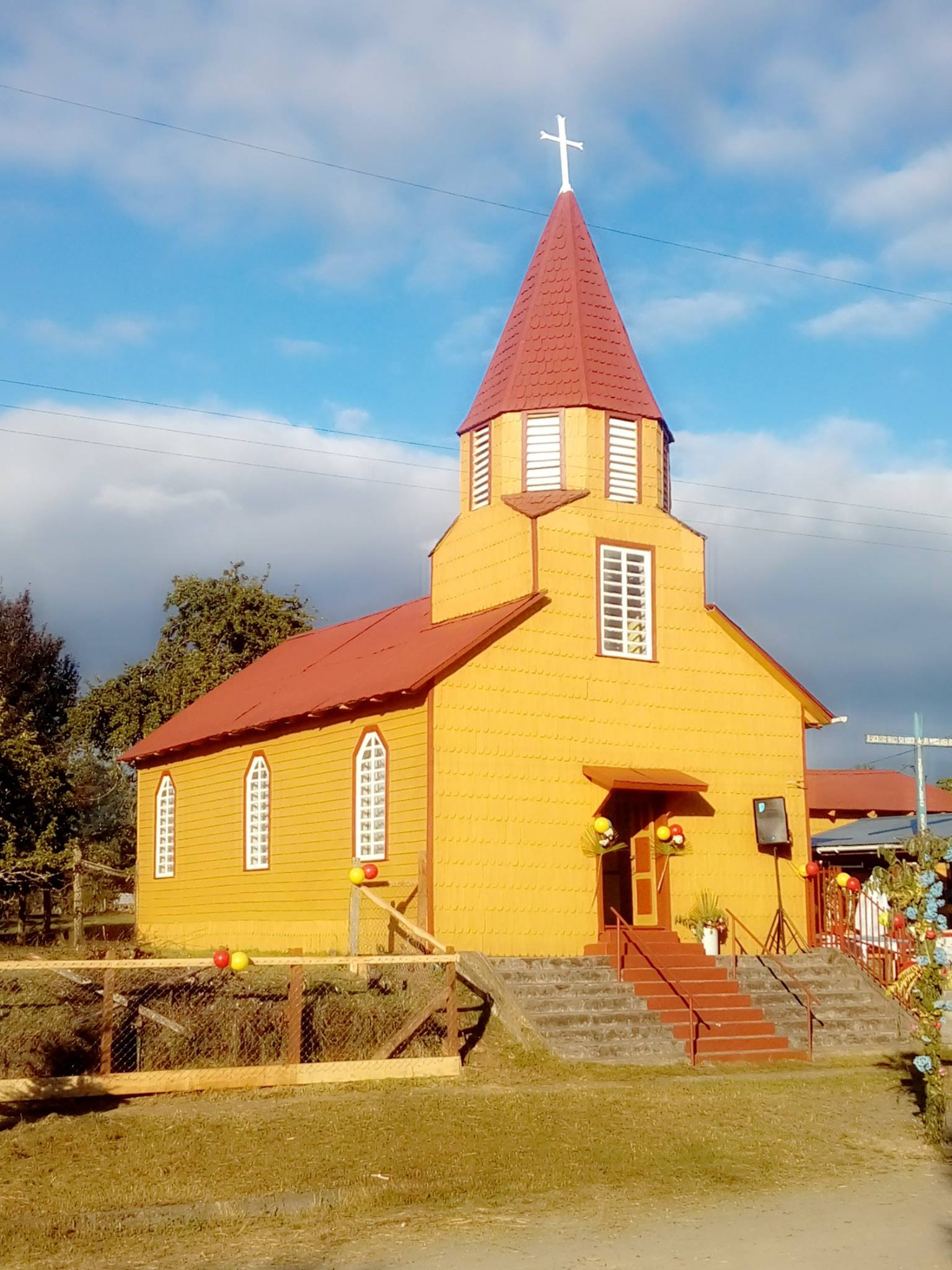
Capilla San Sebastián de Parga
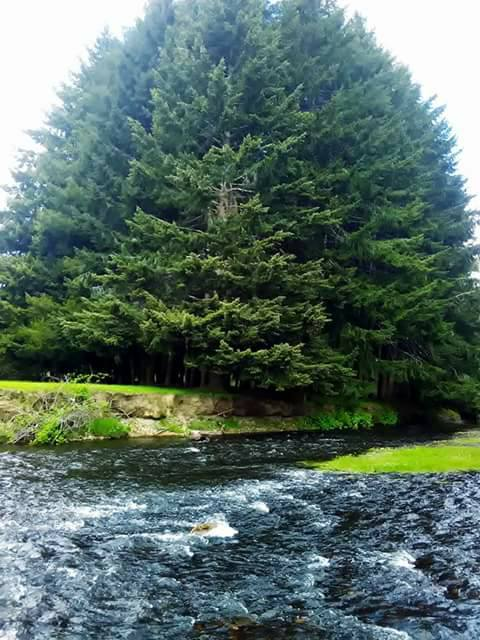
Sector El Parque
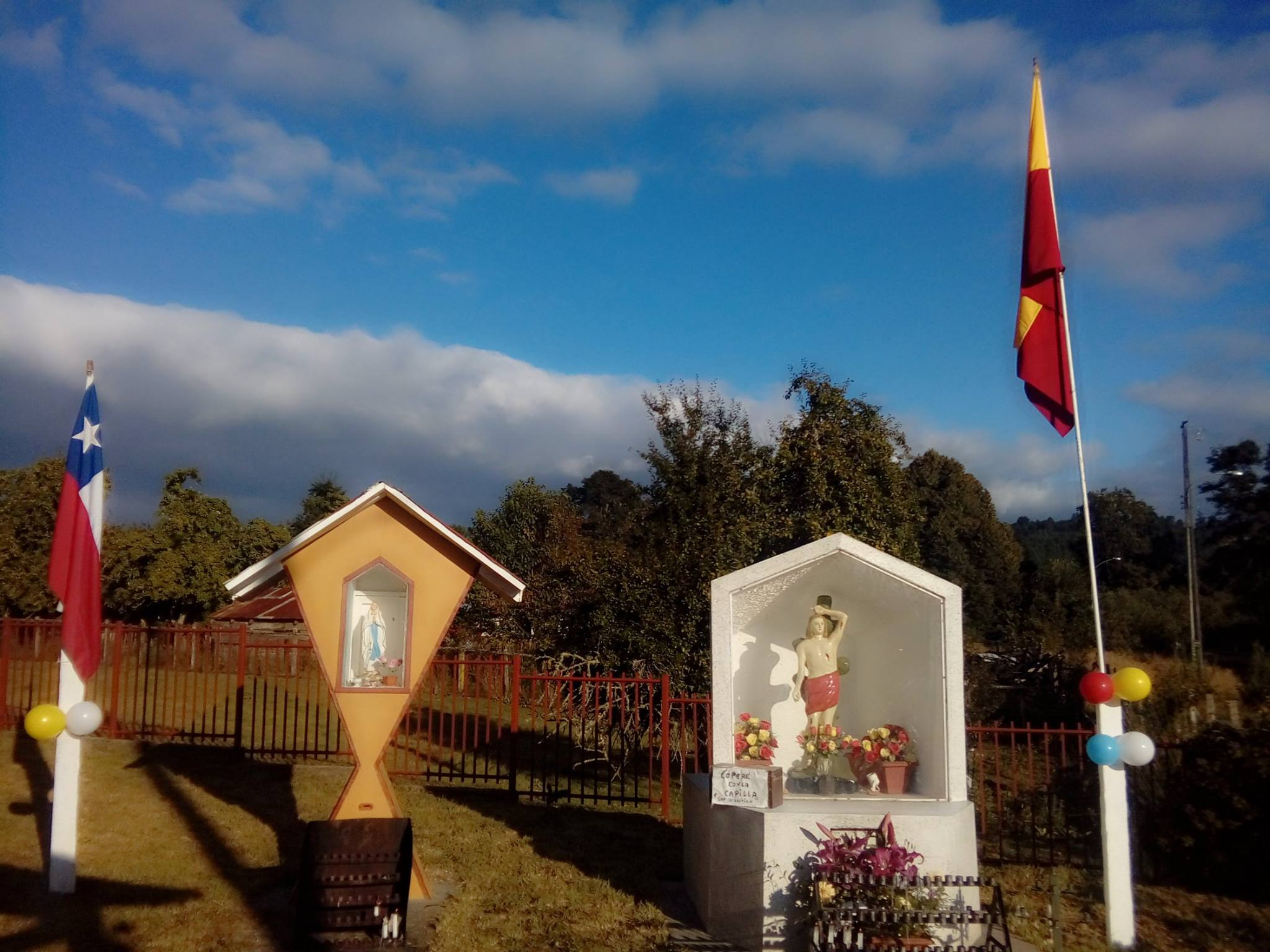
Santuario San Sebastián de Parga
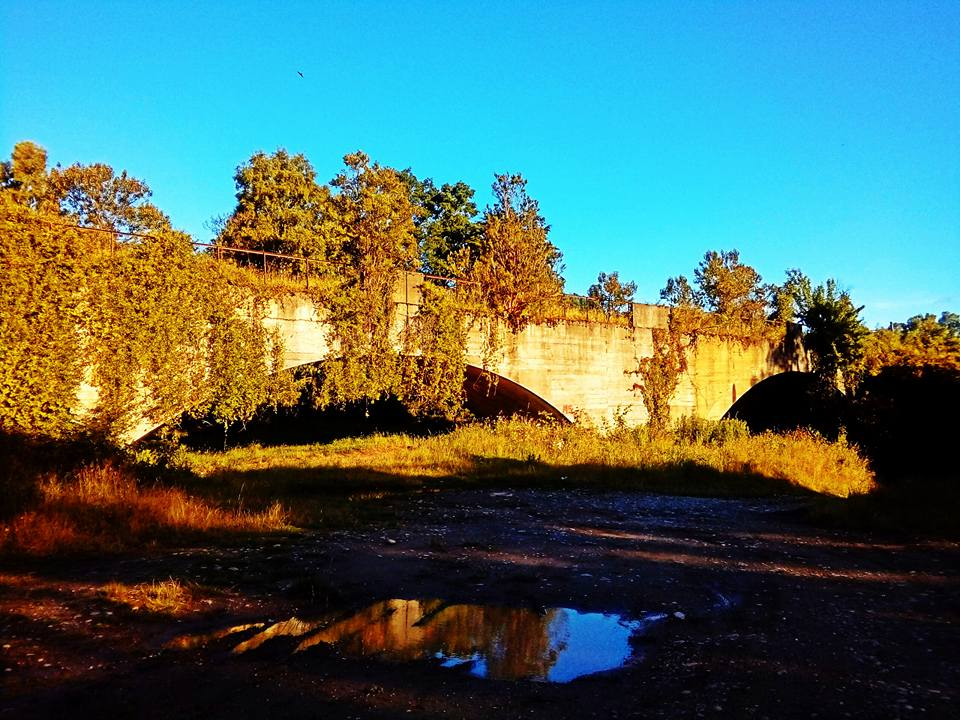
Puente histórico Parga

La Semana Parguina se celebra anualmente en la segunda o tercera semana de febrero (desde 1993 hasta la fecha). El Día Costumbrista se realiza el primer domingo de febrero (desde 2007).